# Photostéréosynthèse
La Photostéréosynthèse est un procédé de photographie en relief inventé par Auguste et Louis Lumière en 1920.

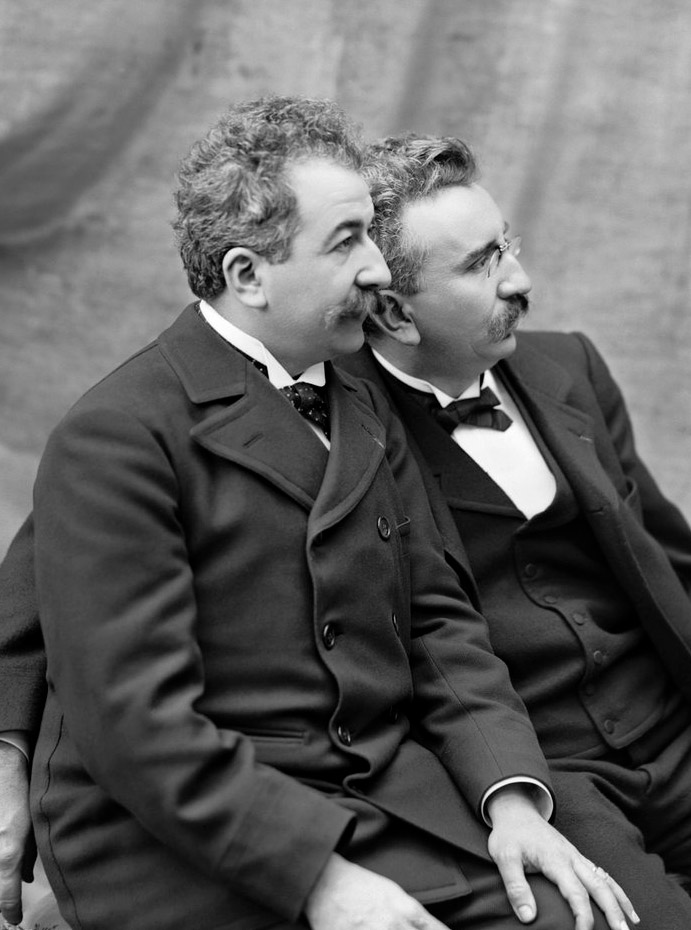
Les frères Lumière, inventeurs, entre autres, de la Photostéréosynthèse.

Il consiste en un empilement de vues sur plaques photographiques du même sujet (par exemple un portrait) prises avec un décalage progressif de la mise au point, et que l'on regarde toutes ensemble par transparence. Des exemplaires en sont disponibles au Conservatoire national des arts et métiers, à Paris.
Il semble que personne n'ait jamais retenté l'expérience. On peut se demander s'il s'agit ou non d'un phénomène proprement stéréoscopique.